# 八代市立種山小学校内ノ木場分校

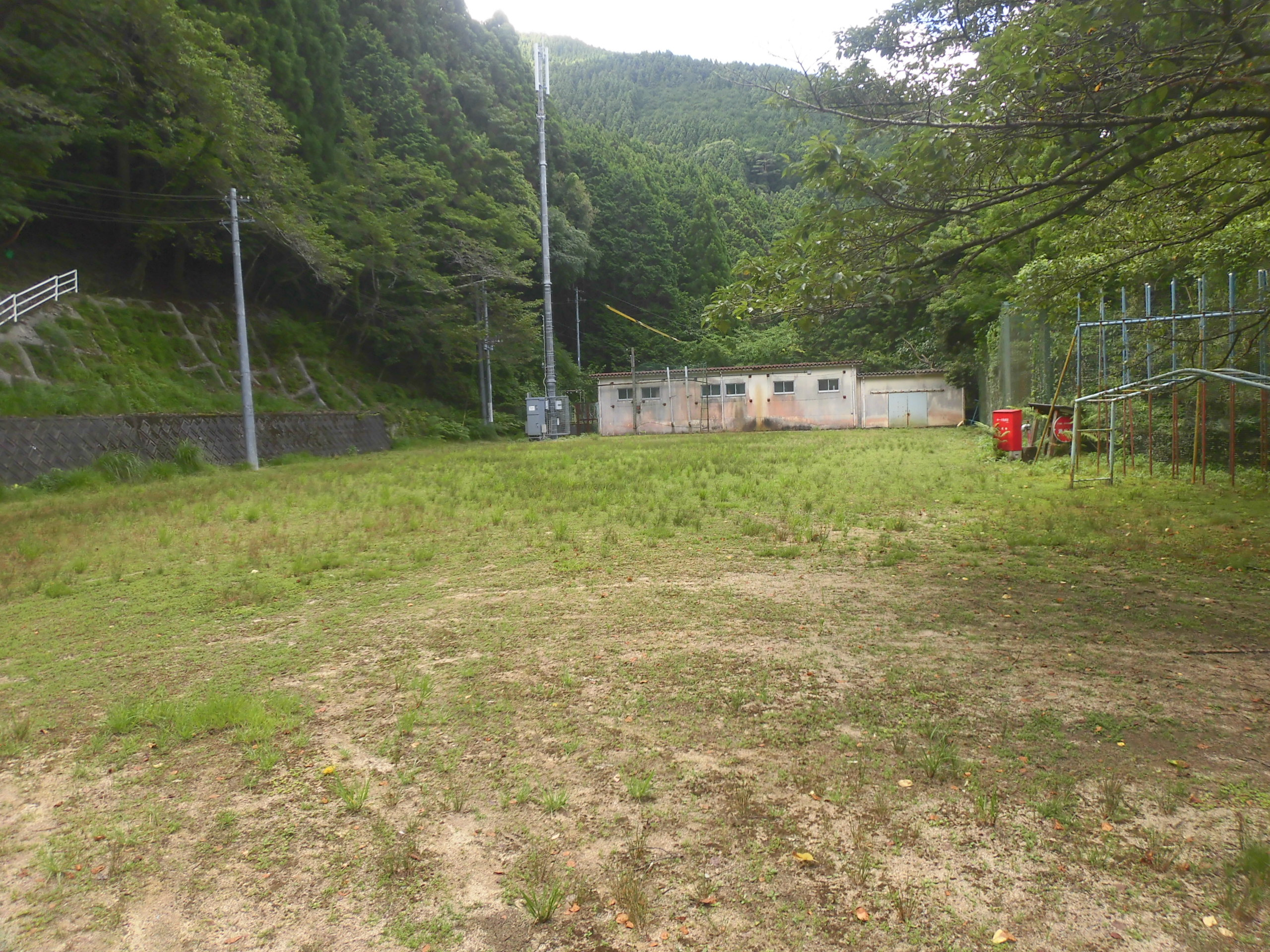
運動場

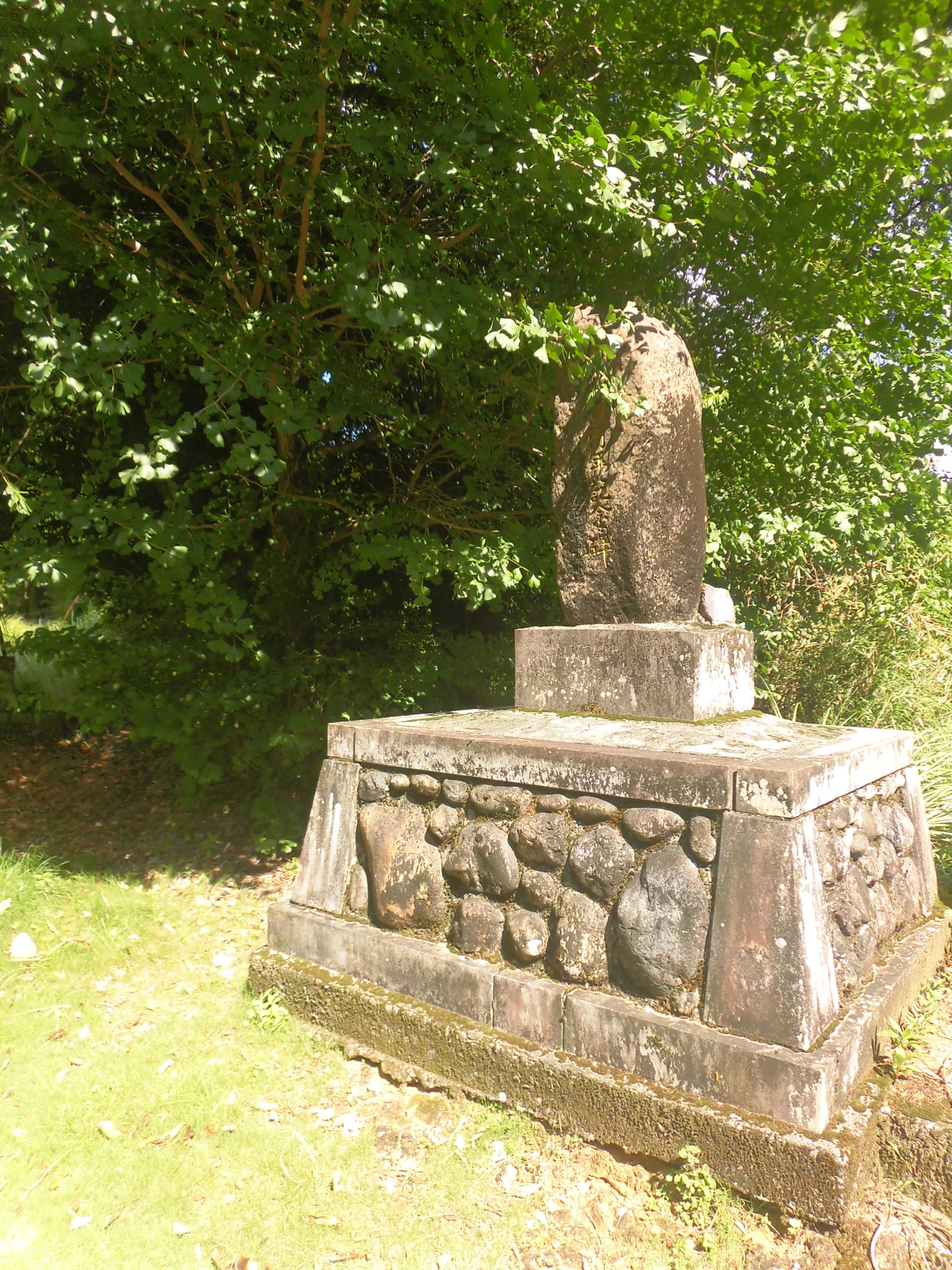
創立100周年記念碑

八代市立種山小学校内ノ木場分校（やつしろしりつ たねやましょうがっこううちのきばぶんこう）は、かつて熊本県八代市東陽町小浦にあった公立の小学校分校。
2013年（平成25年）3月末をもって閉校し、八代市立種山小学校（本校）および八代市立河俣小学校とともに、「八代市立東陽小学校」に統合された。

## 概要
歴史
1875年（明治8年）に種山小学校の小浦支校（分校）として創立。数回の改組・改称を経て、1892年（明治25年）に「小浦尋常小学校」として独立。1909年（明治42年）に小浦尋常小学校は廃止され、同時に種山尋常高等小学校内ノ木場分教場が設置された。1875年（明治8年）を創立年としており、創立から138年目を迎えた2013年（平成25年）に統合のため閉校。
校章・校歌
八代市立種山小学校#概要を参照。
通学区域
八代市東陽町のうち、「小浦（箱石・内之木場・池の原）」。中学校区は八代市立東陽中学校。
校舎
校舎は3階建てで、校舎と体育館が一体となった建物となっている。プールもあった。

## 沿革
- 1875年（明治8年）3月 - 「種山小学校」の支校（分校）として「小浦校舎」が設置される。
- 1889年（明治22年）4月1日 - 町村制施行により、八代郡に南種山村・北種山村・小浦村が発足。
- 1893年（明治20年）6月 - 小浦支校が「館原支校」に改称。
- 1892年（明治25年）6月 - 館原支校が分離の上、「小浦尋常小学校」として独立。
- 1909年（明治42年）
  - 4月 - 小浦尋常小学校が廃止され、「種山尋常高等小学校 内之木場分教場」が設置される。
  - 9月 - 内之木場分教場の校舎が完成。
- 1923年（大正12年）11月1日 - 3村（南種山・北種山・小浦）の合併により、「種山村」が発足。
- 1941年（昭和16年）4月1日 - 国民学校令施行により、「種山村種山国民学校 内ノ木場分校」と改称。
- 1947年（昭和22年）4月1日 - 学制改革（六・三制の実施）により、「種山村立種山小学校 内ノ木場分校」と改称。
- 1955年（昭和30年）2月1日 - 東陽村の発足により「東陽村立種山小学校 内ノ木場分校」と改称。
- 1975年（昭和50年）- 創立100周年記念式典を挙行。
- 2005年（平成17年）8月1日 - 八代市との合併により、「八代市立種山小学校 内ノ木場分校」（最終名）と改称。
- 2013年（平成25年）3月31日 - 統合のため閉校。閉校後は、地域住民のための集会施設、災害時の避難所として活用されている。

## 交通アクセス
最寄りの幹線道路
- 熊本県道155号氷川八代線

## 周辺
- 公民館館原分館
- 箱石ふれあいセンター